# Remblais de Southwold
Les remblais de Southwold sont les restes d'un ancien village de la tribu autochtone iroquoienne des Neutres, occupé entre 1450 et 1550 environ. Les vestiges sont situés à proximité du Lac Erié, à l'ouest de Port Stanley dans le Comté d'Elgin.
La population du site est estimée à 800 ou 900 personnes. Le lieu est constitué d'un anneau ovale qui englobe les traces d'une palissade double.
Le site a été reconnu Lieu historique national du Canada en 1923.